# مصطفى نجا
مصطفى بن محيي الدين نَجَا (13 يونيو 1853 - 31 يناير 1932) عالم مسلم لبناني في العصر العثماني ومتصوف يشرطي شاذلي. ولد في بيروت وقرأ على يوسف الأسير وإبراهيم الأحدب وغيرهما. وأذن له بالإرشاد في بيروت، أول رئيس عمدة لمؤسسات الرعاية الإجتماعية دار الأيتام الإسلامية (الميتم الإسلامي آنذاك) وترأس لجنة مدرسة ثمرة الإحسان، و جمعية المقاصد الخيرية الإسلامية. يعد من كبار علماء الدين في عصره ومفتي بيروت من 1905 إلى أن توفي. من آثاره تفسير جزء عم وكشف الأسرار لتنوير الأفكار. توفي في بيروت وقد أطلقت اسمه على أحد شوارعها بالمصيطبة. 

## سيرته
هو مصطفى بن محيي الدين بن مصطفى ابن محمد عبد القادر نجا. ولد في بيروت فجر يوم الجمعة 7 رمضان سنة 1269 هـ / 13 حزيران 1853 م. عُرفت أسرته بالتقوى واشتغل أفرادها بالتجارة، وكان والده محيي الدين يتعاطى تجارة العطارة في سوق العطارين ببيروت. قرأ القرآن على حسن شومان البيروتي، وأتقن التجويد على حسين موسى المصري الأزهري. وقد أخذ الطريق على الشيخ علي نور الدين اليشرطي، الذي كان شيخ الطريقة في ذلك الوقت. 

في سنة 1320 هـ/ 1902 م ساهم في تأسيس مدرسة ثمرة الإحسان التي أُنشئِت يومئذ لتعليم البنات المسلمات. وقد اختارت اللجنة المشرفة على المدرسة رئيساً لها، فاستجاب وظلّ قائماً بأعباء الرئاسة مدة سبع سنوات متواصلة وكان يتولى بنفسه تعليم البنات وأساتذتهن قراءة القرآن بالإضافة إلى العلوم الدينيّة الأخرى. وفي أثناء عمله في رئاسة لجنة مدرسة ثمرة الإحسان، كان عضواً في لجنة الأوقاف الإسلاميّة، إلا أنه في سنة 1325هـ/ 1907م قدّم استقالته من هذه اللجنة فأخذ مكانه محمود محرّم. وكانت له حلقة دائمة في الجامع العمري الكبير، كان يلقي فيها الدروس على المصلين فيفقههم في دينهم ويفسّر لهم القرآن ويشرح الحديث النبوي ويرشدهم. عُيّن مفتيا لبيروت 1327 هـ/ 1905 م بعد عبد الباسط الفاخوري إلى أن توفي في فجر يوم الأحد 23 رمضان سنة 1350 هـ/ 31 كانون الثاني 1932 م وقبره في حي الباشورة.

وبعد وفاة الشيخ مصطفى نجا انتخب محمد توفيق خالد مفتياً بلقب المفتي الأكبر أو المفتي الدولة وكان سلفه قد رفض هذا اللقب.

## الأوسمة
نال وسام الاستحقاق الذهبي الأول في الجمهورية اللبنانية، كما منح عشرة أوسمة أولها المجيدي في الرتبة الثانية، ثم ميدالية الحرب، ثم ميدالية اللياقة الذهبية، ثم الوسام العثماني الثاني، وقد اعتذر عن قبول عرض الجنرال الفرنسي (غورو) بمنحه لقب مفتي دولة لبنان الكبير بدلاً من مفتي بيروت.

## مؤلفاته
- تفسير جزء عم
- كشف الأسرار لتنوير الأفكار
- فرائد المواهب اللدنية في مولد خير البرية
- نصيحة الإخوان بلسان الإيمان، رسالة في التربية والتعليم، بيروت 1913.
- رسالة بمشروعية الحجاب
- إرشاد المريد لأحكام التجويد
- قصة المعراج وفق ما ورد في الآثار الصحيحة
- مظهر السعود في مولد سيد الوجود
- فرائد الفوائد على المقاصد، شرح على مقاصد النووي.
- مورد الصفا في مولد المصطفى، نظم في المولد النبوي.
- فرائد المواهب اللدنية في مولد خير البرية

## وصلات خارجية
- في معجم البابطين